# Alba Mons
Alba Mons (do 2007 r. Alba Patera) – wielkich rozmiarów, lecz relatywnie niski wulkan tarczowy położony w północnej części regionu Tharsis na Marsie, na północny wschód od Olympus Mons.

## Charakterystyka

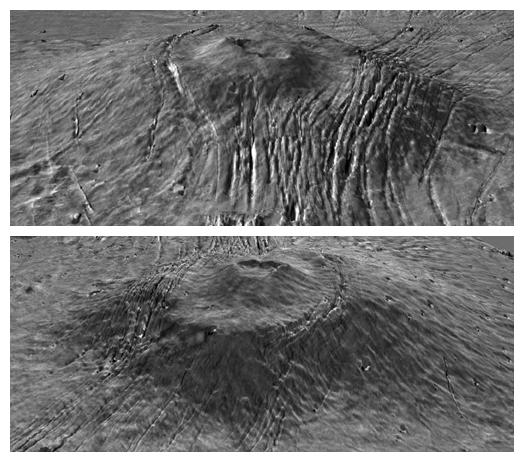
Alba Mons w dziesięciokrotnym przewyższeniu, które uwidacznia ukształtowanie wulkanu

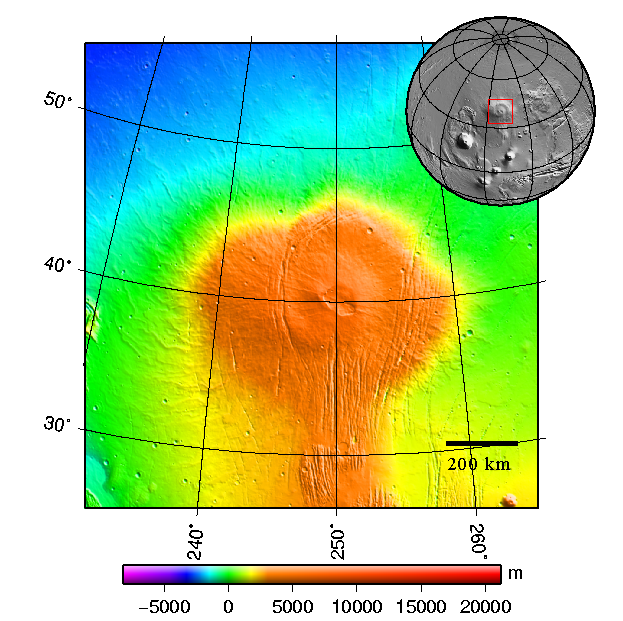
Mapa topograficzna Alba Mons

Alba Mons jest wulkanem unikalnym w skali Marsa, niepodobnym także do żadnego na Ziemi. Swoją powierzchnią niewiele ustępuje Olympus Mons, jednak ma niezwykle małe nachylenie stoków. Od najbardziej stromej północnej strony jest ono równe zaledwie 0,5°, w porównaniu do ok. 5° w przypadku pozostałych wielkich wulkanów Tharsis. Alba Mons otacza prawie kompletny pierścień gęsto ułożonych, w przybliżeniu równoległych uskoków, który sugeruje, że tarcza wulkanu zastygła całkowicie na długo przed powstaniem lokalnego układu naprężeń. Ponadto gęstość kraterów uderzeniowych wskazuje, że wulkan ten jest starszy niż cała wyżyna Tharsis, w której granicach się obecnie znajduje. Wypływy lawy z tego wulkanu rozciągają się na ogromnym obszarze, około 2000 km na linii północ-południe i 3000 km na linii wschód-zachód; prawdopodobnie utworzyła je lawa bazaltowa o bardzo małej lepkości.